# Yasutaka Tsutsui
Yasutaka Tsutsui (筒井 康隆?, Tsutsui Yasutaka; 24 settembre 1934) è uno scrittore e attore giapponese.

## Biografia
Insieme a Shin'ichi Hoshi e Sakyō Komatsu è considerato uno dei maggiori esponenti della letteratura fantascientifica giapponese.
Nel corso degli anni si è aggiudicato un Premio Tanizaki, un Premio Yomiuri-bungaku e ben sette volte (tre per il miglior romanzo, quattro per il miglior racconto) il Premio Seiun (premio giapponese per le migliori opere fantasy e fantascientifiche). Le tre vittorie sono circoscritte negli anni settanta: 1970, 1975, 1976.
È uno scrittore molto prolifico, che divide il suo lavoro tra la realizzazione di romanzi e racconti. 
In occidente è conosciuto specialmente per il suo romanzo Paprika, adattato poi da Satoshi Kon per l'anime omonimo, e per Toki o Kakeru Shōjo, conosciuto con il titolo internazionale The Girl Who Leapt Through Time e anch'esso divenuto un film d'animazione giapponese (intitolato in Italia La ragazza che saltava nel tempo) nel 2006, con la regia di Mamoru Hosoda.
La pubblicazione italiana del romanzo La ragazza che saltava nel tempo è stato annunciato nel 2017 da Kappalab.
Come attore ha recitato in alcuni film giapponesi, tra cui Gemini di Shinya Tsukamoto.

## Opere
L'autore ha realizzato molte opere nel corso della sua carriera. Tuttavia gran parte di esse sono ancor oggi inedite in Italia.

### Romanzi
- 48億の妄想 (48 Oku no Mōsō, 1965)
- 馬の首風雲録 (Umanokubi Fuunroku, 1967)
- 時をかける少女 La ragazza che saltava nel tempo (Toki o Kakeru Shōjo, 1967), Kappalab, 2017
- 霊長類、南へ (Reichōrui, Minami-e, 1969) - Vincitore del Premio Seiun nel 1970 come miglior romanzo giapponese dell'anno
- 脱走と追跡のサンバ (Dassō to Tsuiseki no Samba, 1971)
- 俗物図鑑 (Zokubutsu Zukan, 1972)
- 家族八景 Otto scene di famiglia (Kazoku Hakkei, 1972), Salerno, Arcoiris, 2013[1]
- 男たちのかいた絵 (Otoko Tachi no Kaita E, 1974)
- 俺の血は他人の血 (Ore no Chi wa Tanin no Chi, 1974) - Vincitore del Premio Seiun nel 1975 come miglior romanzo giapponese dell'anno
- 七瀬ふたたび (Nanase Futatabi, 1975) - Vincitore del Premio Seiun nel 1976 come miglior romanzo giapponese dell'anno
- エディプスの恋人 (Edipusu no Koibito, 1977)
- 富豪刑事 (Fugō Keiji, 1978)
- 大いなる助走 (Oi Naru Josō, 1979)
- 虚人たち (Kyojin Tachi, 1981)
- 虚航船団 (Kyokō Sendan, 1984)
- イリヤ・ムウロメツ (Ilya Muromets, 1985)
- 旅のラゴス (Tabi no Ragosu, 1986)
- 歌と饒舌の戦記 (Uta to Jōzetsu no Senki, 1987)
- 夢の木坂分岐点 (Yumenokizaka Bunkiten, 1987) - Vincitore del Premio Tanizaki nel 1987
- 驚愕の広野 (Kyōgaku no Kōya, 1988)
- フェミニズム殺人事件 (Feminizumu Satsujin Jiken, 1989)
- 残像に口紅を (Zanzō ni Kuchibeni o, 1989)
- 文学部唯野教授 (Bungakubu Tadano Kyōju, 1990)
- ロートレック荘事件 (Rōtorekku-Sō Jiken, 1990)
- 朝のガスパール (Asa no Gasupāru, 1992) - Vincitore del Premio Taisho nel 1992
- パプリカ (Paprika, 1993)
- 邪眼鳥 (Jaganchō, 1997)
- 敵 (Teki, 1998)
- わたしのグランパ (Watashi no Guranpa, 1999) - Vincitore del Premio Yomiuri-bungaku nel 1999
- 恐怖 (Kyōfu, 2001)
- ヘル (Hell, 2003)[2] (Inferno, Atmosphere libri, 2022)
- 銀齢の果て (Ginrei no Hate, 2006)
- 巨船べラスレトラス (Kyosen Berasu Retorasu, 2007)
- ダンシング・ヴァニティ (2008)

## Filmografia parziale
- Gemini di Shinya Tsukamoto (1999)
- Requiem - Il festival dei morti, regia di Tetsuo Shinohara (2000)
- Stacy di Naoyuki Tomomatsu (2001)
- Nihon Igai Zenbu Chinbotsu di Minoru Kawasaki (2006)